# ジェイク・トンプソン
ジェイコブ・キース・トンプソン（Jacob Keith Thompson, 1994年1月31日 - ）は、アメリカ合衆国テキサス州ロックウォール郡ロックウォール出身のプロ野球選手（投手）。メキシカンリーグのユカタン・ライオンズ所属。右投右打。

## 経歴

### プロ入りとタイガース傘下時代
2012年のMLBドラフト2巡目（全体91位）でデトロイト・タイガースから指名され、プロ入り。契約後、傘下のルーキー級ガルフ・コーストリーグ・タイガースでプロデビュー。7試合に先発登板して1勝2敗・防御率1.91・31奪三振の成績を残した。
2013年はA級ウェストミシガン・ホワイトキャップスでプレーし、17試合（先発16試合）に登板して3勝3敗・防御率3.13・91奪三振の成績を残した。
2014年はA+級レイクランド・フライングタイガースとAA級エリー・シーウルブズでプレー。7月13日に行われたオールスター・フューチャーズゲームでは勝利投手になった。

### レンジャーズ傘下時代
2014年7月23日にホアキム・ソリアとのトレードで、コーリー・クネイブルと共にレンジャーズへ移籍した。移籍後は傘下のAA級フリスコ・ラフライダーズへ配属され、移籍前を含めて3球団合計で25試合（先発24試合）に登板して10勝5敗・防御率3.12・130奪三振の成績を残した。
2015年は開幕からAA級フリスコでプレー。7月にはカナダのエイジャックスで行われた第17回パンアメリカン競技大会の野球アメリカ合衆国代表に選出されている。

### フィリーズ時代
2015年7月31日にコール・ハメルズ、ジェイク・ディークマンとのトレードで、マット・ハリソン、ニック・ウィリアムズ、ホルヘ・アルファーロ、ジェラッド・アイコフ、アレク・アッシャーと共にフィラデルフィア・フィリーズへ移籍した。移籍後は傘下のAA級レディング・ファイティン・フィルズへ配属され、移籍前を含めて2球団合計で24試合に先発登板して11勝7敗・防御率3.73・112奪三振の成績を残した。
2016年は開幕からAAA級リーハイバレー・アイアンピッグスでプレー。8月6日にメジャー契約を結んで25人枠入りし、同日のサンディエゴ・パドレス戦にて先発でメジャーデビュー（4.1回を6失点で敗戦投手）。次の登板となった8月12日のコロラド・ロッキーズ戦でメジャー初勝利を挙げた。この年メジャーでは10試合に先発登板して3勝6敗・防御率5.70・32奪三振の成績を残した。
2018年8月10日にジャスティン・ボーアの加入に伴ってDFAとなった。

### ブルワーズ傘下時代
2018年8月14日に金銭トレードで、ミルウォーキー・ブルワーズへ移籍し、傘下のAAA級コロラドスプリングス・スカイソックスへ配属された。9月3日に40人枠外となった。

### ロッテ・ジャイアンツ時代
2018年12月13日、韓国のロッテ・ジャイアンツと契約した。2019年6月9日、ロッテよりウェーバー公示された。

### エンゼルス傘下時代
2019年12月18日にロサンゼルス・エンゼルスとマイナー契約を結び、スプリングトレーニングに招待選手として参加することになった。
2020年は新型コロナウイルスの感染拡大によりマイナーリーグのシーズンが中止となったため、登板の機会がないまま、11月2日にエンゼルスをFAとなった。

### メキシカンリーグ時代
2021年5月29日、メキシカンリーグのユカタン・ライオンズと契約した。

## 投球スタイル
沈む速球とカーブを織り交ぜる。高校時代は強打の一塁手としても注目されていた。

## 詳細情報

### 年度別投手成績
| 年 度    | 球 団       | 登 板 | 先 発 | 完 投 | 完 封 | 無 四 球 | 勝 利 | 敗 戦 | セ 丨 ブ | ホ 丨 ル ド | 勝 率 | 打 者 | 投 球 回 | 被 安 打 | 被 本 塁 打 | 与 四 球 | 敬 遠 | 与 死 球 | 奪 三 振 | 暴 投 | ボ 丨 ク | 失 点 | 自 責 点 | 防 御 率 | W H I P |
| -------- | ----------- | ----- | ----- | ----- | ----- | -------- | ----- | ----- | -------- | ----------- | ----- | ----- | -------- | -------- | ----------- | -------- | ----- | -------- | -------- | ----- | -------- | ----- | -------- | -------- | ------- |
| 2016     | PHI         | 10    | 10    | 0     | 0     | 0        | 3     | 6     | 0        | 0           | .333  | 237   | 53.2     | 53       | 10          | 28       | 1     | 4        | 32       | 4     | 0        | 34    | 34       | 5.70     | 1.51    |
| 2017     | PHI         | 11    | 8     | 0     | 0     | 0        | 3     | 2     | 0        | 0           | .600  | 210   | 46.1     | 50       | 9           | 22       | 0     | 5        | 35       | 1     | 0        | 27    | 20       | 3.88     | 1.55    |
| 2018     | PHI         | 9     | 0     | 0     | 0     | 0        | 1     | 0     | 0        | 0           | 1.000 | 76    | 16.1     | 14       | 1           | 11       | 2     | 0        | 14       | 1     | 0        | 10    | 9        | 4.96     | 1.53    |
| 2019     | ロッテ(KBO) | 11    | 11    | 0     | 0     | 0        | 2     | 3     | 0        | 0           | .400  | 267   | 62.2     | 45       | 4           | 23       | 0     | 5        | 60       | 0     | 0        | 35    | 36       | 4.74     | 1.23    |
| MLB：3年 | MLB：3年    | 30    | 18    | 0     | 0     | 0        | 7     | 8     | 0        | 0           | .467  | 523   | 116.1    | 117      | 20          | 61       | 3     | 9        | 81       | 6     | 0        | 71    | 63       | 4.87     | 1.53    |
| KBO：1年 | KBO：1年    | 11    | 11    | 0     | 0     | 0        | 2     | 3     | 0        | 0           | .400  | 267   | 62.2     | 45       | 4           | 23       | 0     | 5        | 60       | 0     | 0        | 35    | 36       | 4.74     | 1.23    |

- 2020年度シーズン終了時

### 記録
MiLB
- オールスター・フューチャーズゲーム選出：1回（2014年）

### 背番号
- 44（2016年 - 2018年）
- 50（2019年）

### 代表歴
- 2015年パンアメリカン競技大会男子野球アメリカ合衆国代表